# دينيس برودور
دينيس برودور هو مصور كندي، ولد في 12 أكتوبر 1930 في مونتريال في كندا، وتوفي بنفس المكان في 26 سبتمبر 2013.

## وصلات خارجية
- دينيس برودور على موقع EliteProspects.com (الإنجليزية)
- دينيس برودور على موقع HockeyDB.com (الإنجليزية)
- دينيس برودور على موقع أوليمبيديا (الإنجليزية)